# Tropicanus punctatus
Tropicanus punctatus är en insektsart som beskrevs av Henry Fairfield Osborn 1923. Tropicanus punctatus ingår i släktet Tropicanus och familjen dvärgstritar. Inga underarter finns listade i Catalogue of Life.